# Krumvald (hrad)
Zaniklý hrad Krumvald se nacházel východně nad obcí Dobrohošť, v sedle těsně za vrchem Zelená hora (620 m n. m.). Dnes leží v katastrálním území Budíškovice a nezbyla po něm žádná zeď, jen v lese znatelný příkop. Zdivo hradu Krumvald bylo již dávno rozebráno na stavbu dvoru v Budíškovicích. Zachované zbytky hradu jsou chráněny jako kulturní památka České republiky.
Hrad Krumvald (Gruenwald 1310, Grumewalt 1351, Grunwalt 1399) založil roku 1302 rod Ranožírovců, který měl ve znaku jelení parohy a pocházel ze Znojemska, resp. větev rodu, ze které pocházel Smil z Hrádku a která měla i vsi Horní Slatina a Budeč. Hlavní linie Ranožírovců se usadila v bezprostřední blízkosti Dačic v Bílkově, kde si krátce před rokem 1253 založila hrad a kostel sv. Jana Křtitele.